# Copa de Escocia de Rugby 2022-23
La Copa de Escocia de Rugby 2022-23 fue la vigésima sexta edición de la Copa nacional de rugby de Escocia.

## Sistema de disputa
El torneo se disputó en formato de eliminación directa hasta llegar a la definición final.

## Desarrollo

### Primera fase
| 4 de febrero de 2023 | Musselburgh | 40 - 21 | Highland |  |  |

| 4 de febrero de 2023 | Biggar | 14 - 33 | Heriot's Blues |  |  |

| 4 de febrero de 2023 | Gala RFC | 14 - 33 | Glasgow Hawks |  |  |

| 4 de febrero de 2023 | Hawick RFC | 34 - 7 | Jed-Forest |  |  |

| 4 de febrero de 2023 | Glasgow High Kelvinside | W/O | Stewart's Melville |  |  |

| 4 de febrero de 2023 | Aberdeen Grammar Rugby | 19 - 26 | Stirling County |  |  |

### Octavos de final
| 25 de marzo de 2023 | GHA | 28 - 41 | Ayr RFC |  |  |

| 25 de marzo de 2023 | Selkirk | 38 - 7 | Musselburgh |  |  |

| 25 de marzo de 2023 | Currie Chieftains | 57 - 20 | Melrose RFC |  |  |

| 25 de marzo de 2023 | Marr RFC | W/O | Watsonians |  |  |

| 25 de marzo de 2023 | Kelso | 12 - 38 | Heriot's Blues |  |  |

| 25 de marzo de 2023 | Gala RFC | 27 - 33 | Glasgow Hawks |  |  |

| 25 de marzo de 2023 | Hawick RFC | 23 - 12 | Edinburgh Accies |  |  |

| 25 de marzo de 2023 | Glasgow High Kelvinside | 43 - 26 | Stirling County |  |  |

### Cuartos de final
| 1 de abril de 2023 | Selkirk | 13 - 49 | Ayr RFC |  |  |

| 1 de abril de 2023 | Currie Chieftains | 10 - 27 | Marr RFC |  |  |

| 1 de abril de 2023 | Glasgow Hawks | 23 - 14 | Heriot's Blues |  |  |

| 1 de abril de 2023 | Hawick RFC | W/O | Glasgow High Kelvinside |  |  |

### Semifinal
| 15 de abril de 2023 | Marr RFC | 25 - 10 | Ayr RFC |  |  |

| 15 de abril de 2023 | Glasgow Hawks | 16 - 34 | Hawick RFC |  |  |

### Final
| 6 de mayo de 2023 | Hawick RFC | 31 - 13 | Marr RFC |  |  |

| Bandera de Escocia |
| Campeón Hawick RFC |
| Tercer título      |